# Henri-Louis-Philippe Mougin
Pour les articles homonymes, voir Mougin.
Henri-Louis-Philippe Mougin, né le 16 novembre 1841 à Bourg-en-Bresse et mort le 15 décembre 1916, est un ancien polytechnicien, ancien chef de bataillon du Génie et aide de camp du général Séré de Rivières, précurseur dans le cuirassement et inventeur de la tourelle Mougin.
Il est nommé chevalier de la Légion d'honneur en 1871 puis promu officier de la Légion d'honneur en 1908.

## Distinctions
- Officier de la Légion d'honneur (1908).